# Billy Hampson
William "Billy" Hampson , född 26 augusti 1882 i Radcliffe, Lancashire, England, död 24 februari 1966, var en engelsk professionell fotbollsspelare och manager. Han spelade i ett flertal klubbar  Rochdale, Bury,  Norwich City, Newcastle United och Leeds City FC. Han var under större delen av sin fotbollskarriär i Leeds, som spelare i Leeds City FC 1916-1919 och som manager i Leeds United AFC 1935-1947.